# Liste der Baudenkmäler in Haag (Oberfranken)
Auf dieser Seite sind die Baudenkmäler in der oberfränkischen Gemeinde Haag zusammengestellt. Diese Tabelle ist eine Teilliste der Liste der Baudenkmäler in Bayern. Grundlage ist die Bayerische Denkmalliste, die auf Basis des Bayerischen Denkmalschutzgesetzes vom 1. Oktober 1973 erstmals erstellt wurde und seither durch das Bayerische Landesamt für Denkmalpflege geführt wird. Die folgenden Angaben ersetzen nicht die rechtsverbindliche Auskunft der Denkmalschutzbehörde.
 Diese Liste gibt den Fortschreibungsstand vom 13. September 2014 wieder und enthält neun Baudenkmäler.

## Baudenkmäler nach Gemeindeteilen

### Bockmühle
| Lage                   | Objekt    | Beschreibung                                                                                         | Akten-Nr.             | Bild |
| ---------------------- | --------- | --- | --------------------- | ---- |
| Bockmühle 1 (Standort) | Bockmühle | Wohnstallhaus, eingeschossiger Sandsteinquaderbau mit Satteldach und Zwerchgiebel, bezeichnet „1839“ | D-4-72-146-5 Wikidata | BW   |

### Culmberg
| Lage                   | Objekt              | Beschreibung                                                    | Akten-Nr.             | Bild           |
| ---------------------- | ------------------- | --------------------------------------------------------------- | --------------------- | -------------- |
| Sophienberg (Standort) | Schloss Sophienberg | Grundmauerreste des abgegangenen Schlosses, seit 1724 verfallen | D-4-72-146-6 Wikidata | weitere Bilder |

### Haag
| Lage                       | Objekt                                            | Beschreibung | Akten-Nr.             | Bild                                              |
| -------------------------- | ------------------------------------------------- | --- | --------------------- | ------------------------------------------------- |
| Kirchplatz 1 (Standort)    | Schulhaus                                         | Zweigeschossiger Walmdachbau, Sandsteinquader, 1794, 1874–76 um ein Geschoss erhöht                                                  | D-4-72-146-2 Wikidata | Schulhaus                                         |
| Kirchplatz 3 (Standort)    | Pfarrhaus                                         | Giebelständiger, zweigeschossiger Halbwalmdachbau, Erdgeschoss und Giebel Sandsteinquader, Obergeschoss verputztes Fachwerk, 1782–83 | D-4-72-146-3 Wikidata | BW                                                |
| Nähe Kirchplatz (Standort) | Evangelisch-lutherische Pfarrkirche St. Katharina | Saalbau aus Sandsteinquadern, Westturm mit welscher Haube, 1700/01, Turmhelm 1721, neuromanisches Langhaus 1870/71; mit Ausstattung  | D-4-72-146-1 Wikidata | Evangelisch-lutherische Pfarrkirche St. Katharina |
| Rainäcker (Standort)       | Kreuzstein                                        | Sandstein, Reliefkreuz auf der Vorder- und Rückseite, spätmittelalterlich                                                            | D-4-72-146-4 Wikidata | BW                                                |

### Unternschreez
| Lage                                 | Objekt                          | Beschreibung | Akten-Nr.             | Bild           |
| ------------------------------------ | ------------------------------- | --- | --------------------- | -------------- |
| Neuenreuther Straße 4 (Standort)     | Forsthaus                       | Dreigeschossiger Walmdachbau, um 1800 | D-4-72-146-9 Wikidata | Forsthaus      |
| Obernschreezer Straße 1 (Standort)   | Wappenrelief                    | Sandstein, bezeichnet „1619“ | D-4-72-146-8 Wikidata | Wappenrelief   |
| Obernschreezer Straße 1/3 (Standort) | Stollen- und Felsenkelleranlage | zwei unabhängig in den Fels getriebene, Stollen, unterer Stollen mehrphasig, spätes 14./frühes 15. Jahrhundert, mit Lagerstufen, wohl 17.–19. Jahrhundert, oberer Stollen mehrphasig, spätes 17./frühes 18. Jahrhundert, beide Stollen verbindender ehemaliger Förderschacht, wohl 15. Jahrhundert, später als Treppenabgang ausgebaut                                                                                       | D-4-72-146-10         | BW             |
| Schloßhof 1 (Standort)               | Schloss Unternschreez           | Nahezu quadratische Anlage aus mehreren Einzeltrakten mit runden Ecktürmen im Osten, die zweigeschossigen Flügel mit Walmdach, die Türme mit Kegeldach, der Erker am Ostflügel mit Maßwerk, bezeichnet 1541, Türme mit niedrigerem Nord- und Westtrakt 16. Jahrhundert, Südflügel bezeichnet 1754; mit Ausstattung; Sandstein-Torpfeiler mit Kugelbekrönung, Sandsteinmauer, 18. Jahrhundert, Wirtschaftstor im Westen, 1925 | D-4-72-146-7 Wikidata | weitere Bilder |